# Wimbledon Championships 1955
Die 69. Auflage der Wimbledon Championships fand 1955 auf dem Gelände des All England Lawn Tennis and Croquet Club an der Church Road statt.
Vor dem Turnier wurden auf dem Gelände größere Renovierungs- und Umbauarbeiten fertiggestellt, die etwa 100.000 Pfund kosteten. Der Court No. 1 wurde um 900 Sitzplätze erweitert, am südlichen Ende des Center Court wurde ein Balkon angebaut. In diesem Jahr wurde die bis heute noch gültige Regelung eingeführt, dass die Bälle nach den ersten sieben Spielen, und anschließend nach jeweils neun Spielen eines Matches ausgetauscht werden. Bis dahin wurden die Bälle nach jedem Satz gewechselt.

## Herreneinzel
Tony Trabert schlug im Finale Kurt Nielsen in drei Sätzen.

## Dameneinzel
Bei den Damen errang Louise Brough ihren vierten Einzeltitel in Wimbledon, nachdem sie bereits in den Jahren 1948 bis 1950 erfolgreich war.

## Herrendoppel
Im Herrendoppel siegten Rex Hartwig und Lew Hoad.

## Damendoppel
Im Damendoppel konnten die Britinnen Angela Buxton und Anne Shilcock die Dominanz der US-amerikanischen Spielerinnen kurzzeitig unterbrechen. Sie besiegten im Finale Shirley Bloomer und Patricia Ward in zwei Sätzen.

## Mixed
Im Mixed siegten Doris Hart und Vic Seixas zum dritten Mal in Folge.

## Quelle
- J. Barrett: Wimbledon: The Official History of the Championships. HarperCollins Publishers, London 2001, ISBN 0-00-711707-8.